# Lista de maiores empresas da Itália
Este artigo lista as maiores empresas da Itália em termos de receita, lucro líquido e ativo total, de acordo com as revistas americanas de negócios Fortune e Forbes.

## ListaFortunede 2019
Esta lista exibe todas as 5 empresas italianas na Fortune Global 500, que classifica as maiores empresas do mundo por receita anual. Os números abaixo são dados em milhões de dólares americanos e são para o ano fiscal de 2018. Também estão listados a localização da sede, o lucro líquido e o setor da indústria de cada empresa.
| Classificação | Classificação na Fortune 500 | Nome                   | Setor              | Receita (Milhões de dólares) | Lucros (Milhões de dólares) | Funcionários | Sede    |
| ------------- | ---------------------------- | ---------------------- | ------------------ | ---------------------------- | --------------------------- | ------------ | ------- |
| 1             | 83                           | Eni                    | Óleo e gás         | 90.800                       | 4.869                       | 31.701       | Roma    |
| 2             | 89                           | Enel                   | Utilidade elétrica | 89.306                       | 5.651                       | 69.272       | Roma    |
| 3             | 92                           | Assicurazioni Generali | Seguro             | 88.157                       | 2.725                       | 70.734       | Trieste |
| 4             | 315                          | Intesa Sanpaolo        | Finança            | 39.051                       | 4.800                       | 92.117       | Turin   |
| 5             | 355                          | Poste italiane         | Logística          | 35.071                       | 1.651                       | 132.388      | Roma    |
| 6             | 425                          | UniCredit              | Bancário           | 29.332                       | 4.594                       | 86.786       | Milão   |

## ListaForbesde 2019
Esta lista é baseada na Forbes Global 2000, que classifica as 2.000 maiores empresas de capital aberto do mundo. A lista da Forbes leva em consideração uma grande quantidade de fatores, incluindo receita, lucro líquido, ativos totais e valor de mercado de cada empresa; cada fator recebe uma classificação ponderada em termos de importância ao considerar a classificação geral. A tabela a seguir também relaciona a localização da sede e o setor da indústria de cada empresa. Os números estão em bilhões de dólares americanos e referem-se ao ano fiscal de 2018. Todas as 27 empresas italianas da Forbes 2000 estão listadas.
| Classificação | Classificação na Forbes 2000 | Nome                      | Sede                    | Receita (bilhões de dólares) | Lucro (bilhões de dólares) | Ativos (bilhões de dólares) | Valor de mercado (bilhões de dólares) | Setor                |
| ------------- | ---------------------------- | ------------------------- | ----------------------- | ---------------------------- | -------------------------- | --------------------------- | ------------------------------------- | -------------------- |
| 1             | 77                           | Enel                      | Roma                    | 86.3                         | 5.7                        | 189.1                       | 63.1                                  | Utilidade elétrica   |
| 2             | 91                           | Eni                       | Roma                    | 89.4                         | 5.0                        | 139.5                       | 62.5                                  | Óleo e gás           |
| 3             | 130                          | Intesa Sanpaolo           | Turin                   | 28.1                         | 4.8                        | 900.5                       | 45.9                                  | Finanças             |
| 4             | 144                          | Assicurazioni Generali    | Trieste                 | 92.1                         | 2.7                        | 588.5                       | 30.1                                  | Seguros              |
| 5             | 156                          | UniCredit                 | Milão                   | 31.1                         | 4.5                        | 950.5                       | 32.0                                  | Finanças             |
| 6             | 331                          | Poste italiane            | Roma                    | 35.1                         | 1.7                        | 238.8                       | 14.0                                  | Logística            |
| 7             | 610                          | Atlantia                  | Roma                    | 6.9                          | 1.0                        | 91.2                        | 21.1                                  | Transportes          |
| 8             | 750                          | Unipol Gruppo             | Bologna                 | 16.4                         | 0.8                        | 87.6                        | 3.7                                   | Seguros              |
| 9             | 759                          | Telecom Italia            | Roma and Milão          | 22.4                         | -1.6                       | 75.5                        | 12.2                                  | Telecomunicações     |
| 10            | 912                          | Mediobanca                | Milão                   | 3.5                          | 1.0                        | 84.4                        | 9.4                                   | Finanças             |
| 11            | 931                          | Snam                      | San Donato Milãoese     | 2.9                          | 1.1                        | 25.9                        | 16.5                                  | Óleo e gás           |
| 12            | 980                          | Leonardo S.p.A.           | Roma                    | 14.4                         | 0.6                        | 29.2                        | 6.9                                   | Aerospacial e defesa |
| 13            | 1167                         | Terna                     | Roma                    | 2.6                          | 0.8                        | 19.6                        | 12.1                                  | Utilidade elétrica   |
| 14            | 1181                         | UBI Banca                 | Bergamo                 | 5.6                          | 0.5                        | 143.2                       | 3.6                                   | Finanças             |
| 15            | 1190                         | Ferrari                   | Amsterdam and Maranello | 4.0                          | 0.9                        | 5.5                         | 25.2                                  | Automotiva           |
| 16            | 1332                         | Banco BPM                 | Milão and Verona        | 6.1                          | -0.1                       | 183.4                       | 3.6                                   | Finanças             |
| 17            | 1384                         | BPER Banca                | Modena                  | 2.9                          | 0.5                        | 80.7                        | 2.3                                   | Finanças             |
| 18            | 1499                         | Cattolica Assicurazioni   | Verona                  | 7.1                          | 0.1                        | 39.1                        | 1.6                                   | Seguros              |
| 19            | 1528                         | Banca MPS                 | Siena                   | 4.0                          | 0.3                        | 149.2                       | 1.7                                   | Finanças             |
| 20            | 1609                         | Pirelli                   | Milão                   | 6.1                          | 0.5                        | 14.9                        | 7.2                                   | Partes automotivas   |
| 21            | 1715                         | FinecoBank                | Milão e Reggio Emilia   | 1.1                          | 0.3                        | 28.3                        | 8.3                                   | Finanças             |
| 22            | 1729                         | Banca Mediolanum          | Basiglio                | 3.9                          | 0.3                        | 54.1                        | 5.5                                   | Seguros              |
| 23            | 1776                         | Credito Emiliano          | Reggio Emilia           | 2.3                          | 0.2                        | 49.3                        | 1.9                                   | Finanças             |
| 24            | 1796                         | Banca Popolare di Sondrio | Sondrio                 | 1.3                          | 0.1                        | 47.0                        | 1.3                                   | Finanças             |
| 25            | 1875                         | Saipem                    | San Donato Milãoese     | 10.1                         | -0.6                       | 13.5                        | 5.2                                   | Óleo e gás           |
| 26            | 1904                         | Prysmian Group            | Milão                   | 12.0                         | 0.1                        | 11.6                        | 4.8                                   | Tecnologia           |
| 27            | 1985                         | Saras S.p.A.              | Sarroch                 | 12.1                         | 0.2                        | 3.4                         | 1.7                                   | Óleo e gás           |